# Tredje filippiska talet
Tredje filippiska talet höll Demosthenes sommaren 341 f.Kr. Talet inleds med utropet ”Atenska män!” Detta följs av en uppmaning att det är vars och ens plikt att med ord och handling försöka sätta stopp för Filip II:s övergrepp och se till att han får sitt straff.
Tredje filippiska talet är en del av de ”Filippiska talen” som hölls av den atenske politikern och retorikern Demosthenes. I talen fördömer han kung Filip II av Makedonien som sedan invasionen av Amfipolis 357 f.Kr. legat i krig med Aten.
Inledningen kretsar i huvudsak kring att fördöma Filip II:s handlingar men går tämligen omgående in på ett fördömande av de atenare som inte tagit hotet från Filip II på allvar utan istället förskönat sanningen för att behaga sin publik och enbart presentera sådant som kommer att behaga publiken. Demosthenes avslutar inledningen med orden ”Jag ber er alltså, athenare, att om jag utan omsvep säger ett och annat som är sant inte låta mig drabbas av er vrede för det.”
Efter inledningen läggs talets fokus på hotet från Filip II mot den atenska demokratin och yttrandefriheten vilken Demosthenes anklagar medborgare för att ta för givet och betonar att den hela tiden betraktats som en självklarhet men i själva verket är något som måste skyddas och hela tiden kämpas för.
Demosthenes vänder efter detta tillbaka till att konkret beskriva Filip II:s erövringar som tycks vara en nyhet för atenarna. Nedvärderande benämningar som ”skurken från Makedonien” används om Filip II. Demosthenes betonar även vikten av att göra motstånd, snarast för att inte riskera att bli tagna på sängen den dag Filip II når själva Aten.
I avslutningen upprepar Demosthenes sina poänger och avslutar med att återigen betona att sanningen inte alltid behagar publiken, men att den likväl måste yppas för att kunna åtgärdas och Aten kunna skyddas.